# 馬克·米勒 (作家)
馬克·米勒，MBE（英語：Mark Millar，/mɪlˈɑːr/，1969年12月24日—）是一名蘇格蘭男漫畫作家。
2013年6月，他被英國女王伊丽莎白二世授予大英帝國勳章，這代表他在電影及文學界有著傑出的貢獻。
2017年，Netflix收購了他的工作室Millarworld，而米勒和他的妻子也持續為Netflix創作新漫畫並將其改編為其他媒體。

## 外部連結
- 官方网站
- 漫画书数据库：馬克·米勒 (作家)
- 馬克·米勒在互联网电影资料库（IMDb）上的資料（英文）